# Orion (Vivier)
Pour les articles homonymes, voir Orion.
Orion est une œuvre pour orchestre composée par Claude Vivier en 1979.

## Histoire
Orion est composé en 1979. Le compositeur s'inspire de la constellation d'Orion. 

« Il semble que Vivier nous livre ici la clef de ses obsessions: le titre, Orion, la constellation; la mélodie à la trompette, «instrument de la mort au Moyen Âge», référence à la messe des morts, au rituel; la mélodie rappelée, développée, transformée à travers toute l’œuvre, l’obstination de l’éternité. »

L'œuvre est créée le 14 octobre 1980, à Montréal Salle Wilfrid-Pelletier, par l'Orchestre symphonique de Montréal dirigé par Charles Dutoit.
Orion est enregistré pour la première fois en 2004. Charles Dutoit le rejoue en 2009 lors des BBC Proms. En 2010, l'œuvre est interprétée par l'Orchestre de Philadelphie dirigé par Yannick Nézet-Séguin, et par l'Orchestre philharmonique de Berlin dirigé par Ingo Metzmacher.

## Effectif
Trois flûtes, 3 hautbois, 3 clarinettes (aussi clarinette en mib), 3 bassons, 4 cors, 2 trompettes, 2 trombones, tuba, 3 percussionnistes, 12 violons, 10 violons II, 8 altos, 6 violoncelles, 4 contrebasses.
Instruments à percussions : carillon tubulaire, vibraphone, marimba, crotales, grosse caisse, gongs, tam-tams, gong chinois, deux bandes de métal, morceau de bois, cloches de temple.

## Discographie
- WDR Sinfonieorchester Köln, dirigé par Peter Rundel, 2004[4] (Kairos)